# Mednarodno letališče Kazan
Mednarodno letališče Kazan (rusko Международный аэропорт Казань, tatarsko Qazan Xalıqara Aeroportı / Казан Халыкара Аэропорты; IATA: KZN, ICAO: UWKD) je letališče, ki se nahaja v Rusiji, okoli 25 kim jugovzhodno od Kazana. Je največje letališče v Tatarstanu in 15. največje v Rusiji. Mednarodno letališče Kazan služi okoli 3,8 milijona prebivalcem v regiji. 

## Zgodovina
15. septembra 1979 je bilo letališče Kazan 2 dokončano. 28. septembra 1984 je bilo letališče Kazan 1 (nahajalo se je zunaj mesta) zaprto, letališče Kazan 2 pa je bilo preimenovano v Domače letališče Kazan. 21. februarja 1986 je letališče dobilo mednarodni status. To je bila pomembna sprememba, saj je Ministrski svet ZSSR le redko svojim državljanom dovolil odhod iz države.
Po padcu Sovjetske zveze leta 1991 se je Tatarska regija odcepila od sovjetske letalske družbe Aeroflot in ustvarila letalsko družbo Tatarstan. Ta letalska družba v svojih 22 letih obratovanja ni prejela dovolj investicij, zaradi česar je bila njena obratovalna licenca razveljavljena 31. decembra 2013.
26. oktobra 1992 je letališče Kazan dobilo svoje prve mednarodne redne polete: Kazan - Istanbul - Kazan. Te polete vse do zdaj upravlja Turkish Airlines. Letno na tej relaciji poleti okoli 145 letov, kar je najbolj popularen mednarodni let. 
Leta 2008 je po razglasitvi, da bodo leta 2013 v Kazanu potekale poletne olimpijske igre, tatarski predsednik Mintimer Šajmijev začel z mnogimi projekti v mestu. Poleg popravljanja ulic, vlaganja v naložbe, vključevanja angleškega jezika in izboljšanja sistema avtobusnih poti v Kazanu je Šaimijev zagnal projekt celovite prenove letališča. Zasnovani so bili načrti za Terminal 1A in popolna prenova letališča med leti 2008–2025. Šajmijev naslednik in današnji predsednik Tatarstana Rustam Minihanov je uporabil načrte, ki so jih naredili leta 2009, za začetek gradnje Terminala 1A in popolne prenove Terminala 1 (v osnovi prezidave).
Najprej so zgradili novo 3700-metrsko stezo, na obeh stezah pa so dodali robne luči. To je omogočilo obratovanje letališča tudi ponoči. Leta 2012 so zgradili novo letališko gasilsko postajo. Istega leta se je tudi začela gradnja Terminala 1A, in prenova terminala 1. Terminal 1A je bil uradno odprt 7. novembra 2012. Prenova terminala 1 se je končala 22. junija 2013.
Danes ima letališče več kot 30 prijavnih mest in sedem tekočih trakov. Ima tri ločene brezcarinske trgovine, ki prodajajo blago, kot so alkohol, cigare in cigarete, čokolade. Ponuja priljubljene blagovne znamke, kot je Costa Coffee. Letališče lahko oskrbi približno tri milijone potnikov. Terminal 2 je aprila 2020 v izdelavi.
Po prejemu nagrade za letališča in letalske družbe Skytrax je bilo letališče leta 2014 nominirano za 4 zvezdice. Razglašeno je bilo za najboljše rusko in CIS letališče.
Zahvaljujoč odprtju novih letalskih poti in povečanju letov na obstoječih je letališče Kazan v začetku meseca decembra 2017 doseglo rekord 2,5 milijona prepeljanih potnikov v manj kot letu dni.

## Letalske družbe in destinacije
| Letalske družbe       | Destinacije |
| --------------------- | --- |
| Aeroflot              | Moskva–Šeremetjevo |
| Air Astana            | Nur-Sultan (ponovno začenja 2. junija 2020) |
| airBaltic             | Sezonsko: Riga |
| Avia Traffic Company  | Biškek |
| Azimuth               | Rostov-on-Don |
| Azur Air              | Sezonsko: La Romana, Nha Trang Čartrsko: Dubaj–Al Maktoum, Goa-Dabolim, Phuket |
| Belavia               | Minsk |
| Buta Airways          | Baku |
| flydubai              | Sezonsko: Dubaj–Mednarodno |
| I-Fly                 | Sezonsko-čartrsko: Antalya |
| Nordwind Airlines     | Hujand, Moskva–Šremetjevo Sezonsko-čartrsko: Antalya, Bodrum, Burgas, Nha Trang, Dalaman, Djerba, Dubaj–Al Maktoum, Heraklion, Monastir, Phuket |
| Pegas Fly             | Čartrsko: Dubaj–Al Maktoum, Nha Trang, Phuket |
| Pobeda                | Mineralnije Vodi, Soči, Sankt Peterburg Sezonsko: Anapa, Antalya |
| Rossiya               | Sankt Peterburg Sezonsko-čartrsko: Antalya |
| Royal Flight          | Sezonsko-čartrsko: Barcelona, Dubaj–Al Maktoum |
| RusLine               | Brjansk, Kaluga, Moskva–Vnukovo, Voronež, Jekaterinburg |
| S7 Airlines           | Moskva–Domodedovo, Novosibirsk |
| Smartavia             | Sankt Peterburg |
| Somon Air             | Dušanbe |
| Turkish Airlines      | Carigrad |
| Turkmenistan Airlines | Ašhabad |
| Ural Airlines         | Moskva–Domodedovo, Jekaterinburg |
| Utair                 | Astrahan, Moskva–Vnukovo, Ufa |
| UVT Aero              | Astrahan, Barnaul, Čeljabinsk, Kaliningrad, Krasnodar, Krasnojarsk–Jemeljanovo, Mahačkala, Moskva–Žukovski, Nižnevartovsk, Nižni Novgorod, Novokuznetsk, Novi Urengoj, Perm, Salehard, Simferopol, Soči, Sankt Peterburg, Surgut, Jaroslavelj, Jekaterinburg Sezonsko: Gelendžik, Gorno-Altajsk, Erevan |
| Uzbekistan Airways    | Fergana, Taškent |
| Wizz Air              | Budimpešta |
| Yakutia Airlines      | Jakutsk |

## Statistika

### Statistika števila potnikov
| Leto | Potniki   | % Sprememba |
| ---- | --------- | ----------- |
| 2004 | 309.900   | Stagnacija  |
| 2005 | 393.600   | 27%         |
| 2006 | 445.700   | 13,2%       |
| 2007 | 616.400   | 38,3%       |
| 2008 | 751.500   | 22%         |
| 2009 | 675.700   | -10,1%      |
| 2010 | 958.500   | 41,8%       |
| 2011 | 1.227.000 | 28%         |
| 2012 | 1.487.000 | 21,2%       |
| 2013 | 1.847.000 | 24,2%       |
| 2014 | 1.942.408 | 5,2%        |
| 2015 | 1.799.267 | 7,4%        |
| 2016 | 1.923.223 | 6,9%        |
| 2017 | 2.623.423 | 36,4%       |

### Prihodi in odhodi
| 2004  | 2005  | 2006  | 2007  | 2008  | 2009  | 2010  | 2011   | 2012   | 2013   |
| ----- | ----- | ----- | ----- | ----- | ----- | ----- | ------ | ------ | ------ |
| 4.831 | 6.192 | 6.601 | 7.946 | 8.238 | 6.898 | 9.549 | 11.210 | 20.475 | 29.783 |

### Tovor
| 2004  | 2005  | 2006  | 2007  | 2008  | 2009  | 2010  | 2011  | 2012  |
| ----- | ----- | ----- | ----- | ----- | ----- | ----- | ----- | ----- |
| 2.078 | 4.384 | 4.456 | 5.321 | 2.744 | 2.936 | 3.834 | 6.014 | 7.212 |

## Drugi objekti
Letalska družba Tatarstan je imela svoj sedež na letališču.

## Nesreče in nezgode
17. novembra 2013 je Boeing 737-500 na letu 363 letalske družbe Tatarstan strmoglavil pri poskusa pristanka na letališču. Umrlo je vseh 44 potnikov in 6 članov posadke. Preiskave so pokazale, da pilot ni zaključil osnovnega letalskega usposabljanja. Odkritje slednjega je nato rusko Zvezno agencijo za zračni promet (Rosaviatsiya) spodbudilo k odvzemu stotine pilotskih dovoljenj.